# Paro de agosto de 2020
El paro de agosto de 2020, o el «paro de los camioneros», fue un paro patronal realizado en Chile entre finales de agosto y principios de septiembre de 2020, con el propósito de que se aprobaran trece leyes con el objetivo de mejorar la seguridad pública del país. Las manifestaciones se desarrollaron dentro de la cuarentena dispuesta por el Ministerio de Salud (Minsal), producto de la pandemia por Coronavirus que afecta al país desde marzo de ese año.

## Antecedentes

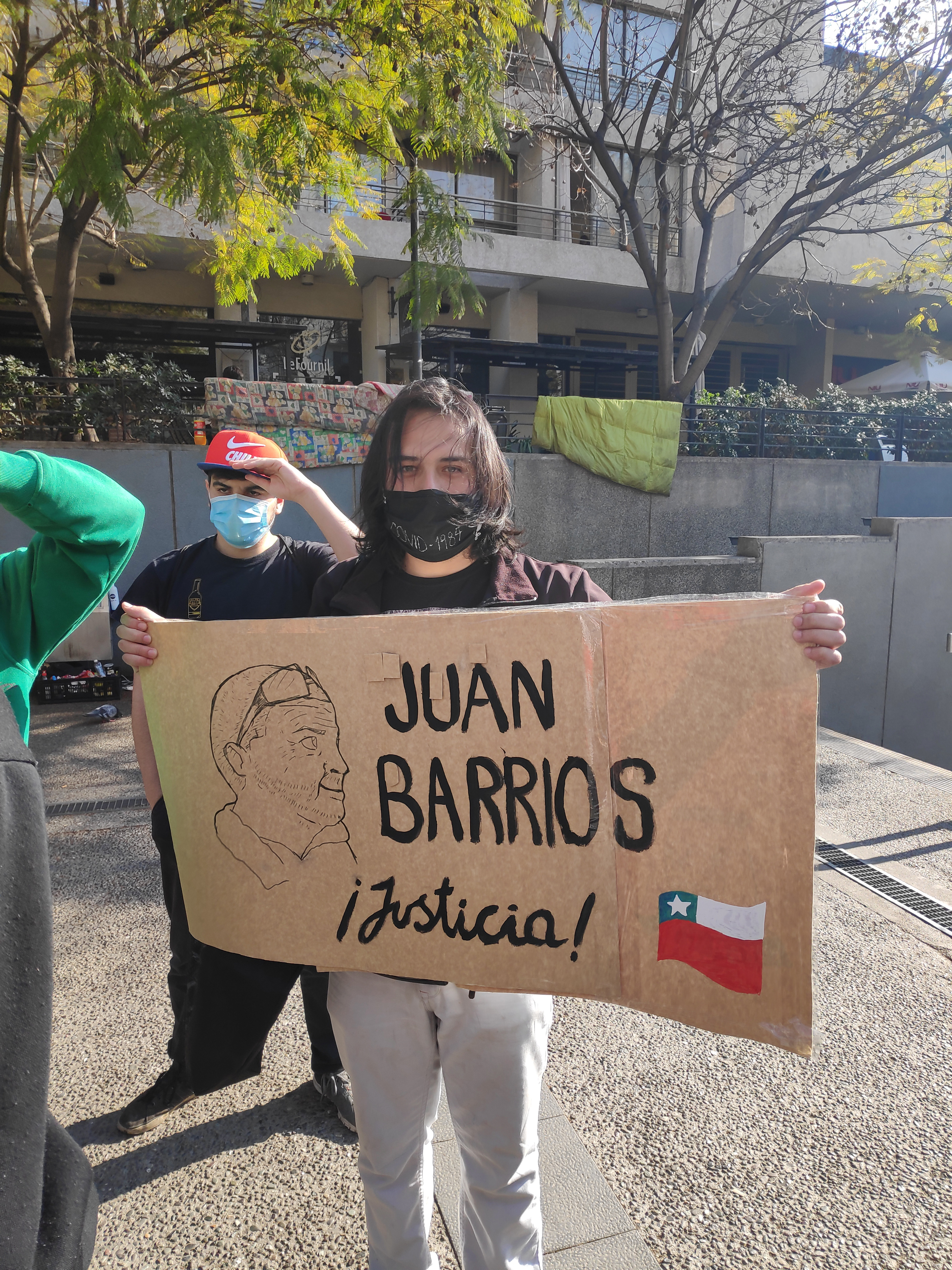
Manifestante pidiendo Justicia por Juan Barrios en una manifestación en apoyo al Paro Nacional de Camioneros de Chile, agosto de 2020.

El pretexto el cual alegaban los gremios de camioneros que estaban detrás del paro era el constante sabotaje de sus maquinarias en ataques incendiarios a su propiedad. Esto en el marco del conflicto en la Araucanía el cual tiene su inicio en 1997.
El 8 de febrero en la comuna de Victoria incendiaron el camión en donde Juan Barrios se encontraba reposando, esto le provocó quemaduras graves en el 25% de su cuerpo, falleciendo producto de estas días más tarde. El camionero Juan Barrios es considerado como mártir por sus colegas y se apodó a una ley con su nombre.

## Desarrollo
Las primeras horas del paro camionero convocado por la Confederación Nacional del Transporte de Carga Terrestre de Chile (CNTC). Fue marcado con cortes de pistas de carreteras y bloqueos totales intermitentes, como ocurrió en la ruta 68 que une Santiago y Valparaíso, o en el sector de Los Ángeles en la ruta 5 Sur. En Valparaíso,  frente al edificio del Congreso Nacional, dejaron algunas máquinas que resultaron quemadas en los incidentes en la Araucanía de ese año. En la región de La Araucanía, se inició una quema de neumáticos. En específico, el hecho tuvo lugar en localidad de Pillanlelbún, comuna de Lautaro. En San Antonio, en el acceso de terminales de cargas, se inicia intermitente una paralización para luego, a partir del día 28 de agosto en transformarse en una acción permanente. Se registraron manifestaciones a lo largo de Temuco, Talca, San Antonio, Concepción, Los Ángeles, Valdivia, Puerto Montt, entre otras ciudades.
El día 31 de agosto, el ministro del interior Víctor Pérez, cito a ministros sectoriales a un comité de contingencia en La Moneda. El 1 de septiembre, la bancada de la Democracia Cristiana (y posteriormente el Partido por la Democracia (PPD)) entregó un ultimátum de 24 horas al Gobierno para que resuelva las desavenencias con el gremio de los camioneros y logre bajar el paro. De lo contrario, planean hacer una acusación constitucional.
A través de un comunicado, la Cámara Nacional de Comercio (CNC), respaldó a los camioneros y llamó a actualizar la Ley Antiterrorista.
A través de una declaración pública, la Central Unitaria de Trabajadores, la ANEF y organizaciones sociales y sindicales de Osorno manifestaron su rechazo al paro de camioneros.
A lo largo del territorio de Chile, se registró el desabastecimiento de combustible y alimentos perecibles entre la Región de Valparaíso y Los Lagos, además de la suspensión de servicios de transporte de cargas, provocando un relativo descontento general frente al paro de camioneros. 
El paro de camioneros finaliza tras lograr un acuerdo con el gobierno, el día 2 de septiembre de 2020 luego de 7 días.

## Polémicas
El 1 de septiembre de 2020 se hicieron públicos en las redes sociales, registros audiovisuales donde se evidenció una fiesta desarrollada en la carretera durante el toque de queda —impuesto como medida sanitaria contra la pandemia de COVID-19—, donde los camioneros en paro estaban bebiendo alcohol y bailando con mujeres semidesnudas. Este hecho, no solo levantó las alarmas a nivel público, sino también la indignación de parte de la ciudadanía y de figuras políticas de la oposición al gobierno de Sebastián Piñera. Por su parte, el dirigente de camioneros José Villagrán, cuestionó la veracidad de la grabación, indicando que «Me quedó la duda por que los camioneros no somos así». El gobierno, por intermedio del entonces subsecretario del interior Juan Francisco Galli, anunció querellas en contra de los camioneros que participaron en la fiesta.
Durante la mañana del 1 de septiembre de 2020, un camionero que participaba del paro próximo a la localidad de Curicó, fue atropellado por un vehículo que transportaba medicamentos causándole la muerte.
Tras el paro, Gloria Naveillán, vocera de APRA, acusó a los camioneros de "traición" por deponerlo.